# 野中美鄉，移動。～在47都道府縣相會吧～

野中美鄉，移動。～在47都道府縣相會吧～

「野中美鄉，移動。～在47都道府縣相會吧～」（日语：野中美郷、動く。～47都道府県で会いましょう～）是日本女子組合AKB48在2012年举行的全国巡演。

## 全国巡演

### TeamA
2012年4月6日在福岡縣「福岡SUNPALACE」举行。

#### 出演者
成员所属为演唱会当时状况
- AKB48 TeamA

岩佐美咲、多田愛佳、大家志津香、片山陽加、倉持明日香、小嶋陽菜、指原莉乃、篠田麻里子、高城亞樹、高橋みなみ、仲川遥香、中田ちさと、仲谷明香、前田敦子、前田亞美、松原夏海

#### 曲目
前座
1. 手牵手 - HKT48
2. 10年櫻 - HKT48

正式
1. overture
2. PARTY开始了
3. Only today
4. 正在恋爱中
5. Everyday、髮箍
6. 用飛吻擊落他! - 前田亜・仲谷・仲川・片山・指原・大家
7. Faint - 岩佐・篠田・倉持
8. 任性的流星 - 多田・高城
9. 如能被你緊擁 - 小嶋・松原・中田
10. 無望之淚 - 前田敦・高橋
11. 少女們
12. Beginner
13. 月見草
14. Maybe是藉口
15. 飛翔入手
16. 風正在吹
17. 馬尾與髮圈
18. 與核桃對話
19. Pioneer
20. 妳正在看著夕陽嗎？

安可曲
1. AKB参上!
2. 为了谁
3. 大聲鑽石
4. 機尾雲
5. 無限重播
6. GIVE ME FIVE!

### TeamB
2012年4月11日在廣島縣「廣島市文化交流会館」举行。

#### 出演者
成员所属为演唱会当时状况
- AKB48 TeamB

石田晴香、河西智美、柏木由紀、北原里英、小林香菜、小森美果、佐藤亞美菜、佐藤すみれ、佐藤夏希、鈴木紫帆里、鈴木まりや、近野莉菜、增田有華、宮崎美穗、川榮李奈

#### 曲目
正式
1. overture
2. 初日
3. 暱稱Fantasy
4. 愛的跳躍
5. Maybe是藉口
6. 天使的尾巴（北原、石田、伊豆田）
7. 如能被你緊擁（宮崎、鈴木ま、小林）
8. 不要叫我偶像（佐藤す、小森、佐藤亜、近野）
9. 海市蜃樓（柏木、河西）
10. Confession（北原、増田、佐藤夏、鈴木紫）
11. 制服真礙事
12. 生命使用法
13. 愛的脫衣舞者
14. 戀愛馬戲團
15. 飛翔入手
16. 風正在吹
17. Beginner
18. 馬尾與髮圈
19. 大聲鑽石
20. 妳正在看著夕陽嗎？
21. 我們的紙飛機

安可曲
1. 滴溜溜的轉
2. 誠實的人
3. 推Team B
4. 無限重播
5. GIVE ME FIVE!

### TeamB
2012年4月12日在兵庫縣「神戸国際会館 こくさいホール」举行。

#### 出演者
成员所属为演唱会当时状况
- AKB48 TeamB

石田晴香、河西智美、柏木由紀、北原里英、小林香菜、小森美果、佐藤亞美菜、佐藤すみれ、佐藤夏希、鈴木紫帆里、鈴木まりや、近野莉菜、增田有華、宮崎美穗、川榮李奈

#### 曲目
1. overture
2. 初日
3. 暱稱Fantasy
4. 愛的跳躍
5. Maybe是藉口
6. 天使的尾巴（北原、石田、伊豆田）
7. 如能被你緊擁（宮崎、鈴木ま、小林）
8. 不要叫我偶像（佐藤す、小森、佐藤亜、近野）
9. 海市蜃樓（柏木、河西）
10. Confession（北原、増田、佐藤夏、鈴木紫）
11. 制服真礙事
12. 生命使用法
13. 愛的脫衣舞者
14. 戀愛馬戲團
15. 飛翔入手
16. 風正在吹
17. Beginner
18. 馬尾與髮圈
19. 大聲鑽石
20. 妳正在看著夕陽嗎？
21. 我們的紙飛機

安可曲
1. 滴溜溜的轉
2. 誠實的人
3. 推Team B
4. 無限重播
5. GIVE ME FIVE!

### Team4
2012年4月20日在岐阜縣「長良川国際会議場メインホール」举行。

#### 出演者
成员所属为演唱会当时状况
- AKB48 Team4

阿部マリア、市川美織、入山杏奈、岩田華怜、大場美奈、加藤玲奈、川榮李奈、島崎遥香、島田晴香、高橋朱里、竹内美宥、田野優花、永尾まりや、仲俣汐里、中村麻里子、森杏奈、山内鈴蘭

#### 曲目
1. overture
2. 無限重播
3. Everyday、髮箍
4. High school days
5. 跑吧！企鵝
6. 初次的果糖 (島崎・入山・加藤玲)
7. Blue rose (島田・中村麻・仲俣・田野)
8. 任性的流星 (永尾・市川)
9. 口對口的巧克力 (山内・阿部・高橋朱)
10. 對不起 我的寶石 (大場・竹内美・川栄・岩田)
11. Seventeen
12. 馬尾與髮圈
13. 因為喜歡你
14. BINGO!
15. 妳正在看著夕陽嗎？
16. 10年櫻
17. 大聲鑽石
18. Maybe是藉口
19. Beginner
20. RIVER
21. 風正在吹

安可曲
1. 飛翔入手
2. 我的太陽
3. 初恋は実らない
4. 少女們
5. GIVE ME FIVE!

### TeamK
2012年4月24日在山梨縣「コラニー文化ホール」举行。

#### 出演者
成员所属为演唱会当时状况
- AKB48 TeamK

秋元才加、板野友美、内田真由美、梅田彩佳、大島優子、菊地あやか、田名部生来、中塚智實、仁藤萌乃、野中美鄉、藤江れいな、松井咲子、峯岸みなみ、宮澤佐江、横山由依

#### 曲目
1. 向日葵 - 野中&全員
2. 我能做的事
3. 腦內天堂
4. 最終鐘聲鳴響
5. 來一塊糖果 - 藤江・板野・野中
6. 暴風雨之夜 - 内田・仁藤・峯岸・宮澤
7. MARIA - 田名部・横山・大森
8. 初次的果糖 - 秋元・梅田・松井（咲）
9. 口對口的巧克力 - 大島・菊地・中塚
10. RESET
11. 可以做你的女友嗎?
12. 唔吼大游行
13. 馬尾與髮圈 - 松井（咲）鋼琴獨奏
14. Maybe是藉口
15. Everyday、髮箍
16. 大聲鑽石
17. 飛翔入手
18. 草原的奇迹
19. 化作滚石吧
20. 仲夏的Sounds good！

安可曲
1. 淚中带笑 - 大島
2. 無限重播
3. 機會的順序（11猜拳大會ver）- 松井（咲）鋼琴獨奏
4. バッチコイK！ -  (TeamB公演曲目「哇咻B!」的歌詞改為TeamK風格的「バッチコイK！」)
5. 風正在吹
6. To be continued.

### TeamK
2012年6月8日在栃木縣「栃木県総合文化センターメインホール」举行。

#### 出演者
成员所属为演唱会当时状况
- AKB48 TeamK

秋元才加、板野友美、内田真由美、梅田彩佳、大島優子、菊地あやか、田名部生来、中塚智實、仁藤萌乃、野中美鄉、藤江れいな、松井珠理奈、松井咲子、峯岸みなみ、宮澤佐江、横山由依

#### 曲目
1. overture
2. 向日葵 - 野中&全員
3. 我能做的事
4. 腦內天堂
5. 最終鐘聲鳴響
6. 來一塊糖果 - 藤江・板野・野中
7. 暴風雨之夜 - 内田・仁藤・峯岸・宮澤
8. MARIA - 田名部・横山・松井（珠）
9. 初次的果糖 - 秋元・梅田・松井咲
10. 口對口的巧克力 - 大島・菊地・中塚
11. RESET
12. 可以做你的女友嗎?
13. 唔吼大游行
14. 馬尾與髮圈 - 松井（咲）鋼琴獨奏
15. Maybe是藉口
16. Everyday、髮箍
17. 大聲鑽石
18. 飛翔入手
19. 草原的奇迹
20. 化作滚石吧

安可曲
1. 無限重播
2. 機會的順序（11猜拳大會ver）- 松井咲鋼琴獨奏
3. バッチコイK！ -  (TeamB公演曲目「哇咻B!」的歌詞改為TeamK風格的「バッチコイK！」)
4. 風正在吹
5. To be continued.

### TeamA
2012年6月11日在千葉縣「市川市文化会館」举行。

#### 出演者
成员所属为演唱会当时状况
- AKB48 TeamA

岩佐美咲、多田愛佳、大家志津香、片山陽加、倉持明日香、小嶋陽菜、指原莉乃、篠田麻里子、高城亞樹、高橋みなみ、仲川遥香、中田ちさと、仲谷明香、前田敦子、前田亞美、松原夏海

#### 曲目
1. overture
2. PARTY开始了
3. Only today
4. 正在恋爱中
5. Everyday、髮箍
6. 用飛吻擊落他! - 前田亜・仲谷・仲川・片山・指原・大家
7. Faint - 岩佐・篠田・倉持
8. 任性的流星 - 多田・高城
9. 無望之淚 - 前田敦・高橋
10. 少女們
11. Beginner
12. 月見草
13. Maybe是藉口
14. 飛翔入手
15. 風正在吹
16. 馬尾與髮圈
17. 與核桃對話
18. Pioneer
19. 妳正在看著夕陽嗎？

安可曲
1. AKB参上!
2. 为了谁
3. 大聲鑽石
4. 機尾雲
5. 無限重播
6. GIVE ME FIVE!

### TeamK
2012年7月4日在长崎县「長崎ブリックホール」举行。

#### 出演者
成员所属为演唱会当时状况
- AKB48 TeamK

秋元才加、板野友美、内田真由美、梅田彩佳、大島優子、菊地あやか、田名部生来、中塚智實、仁藤萌乃、野中美鄉、藤江れいな、松井珠理奈、松井咲子、峯岸みなみ、宮澤佐江、横山由依

#### 曲目
前座
1. 因为喜欢你 - HKT48
2. 你與太陽與彩虹 - HKT48

正式
UNIT曲的成員分配與上一場栃木縣站相同
1. 向日葵
2. 我能做的事
3. 腦內天堂
4. 最終鐘聲鳴響
5. 來一塊糖果
6. 暴風雨之夜
7. MARIA
8. 初次的果糖
9. 口對口的巧克力
10. RESET
11. 可以做你的女友嗎?
12. 唔吼大游行
13. 馬尾與髮圈
14. Everyday、髮箍
15. Maybe是藉口
16. 仲夏的Sounds good！
17. 大聲鑽石
18. 飛翔入手
19. 草原的奇迹
20. 化作滚石吧

安可曲
1. 無限重播
2. 機會的順序
3. バッチコイK！
4. 風正在吹
5. To be continued.

### TeamB
2012年7月10日在大阪府「オリックス劇場」举行。

#### 出演者
成员所属为演唱会当时状况
- AKB48 TeamB

石田晴香、河西智美、柏木由紀、北原里英、小林香菜、小森美果、佐藤亞美菜、佐藤すみれ、佐藤夏希、鈴木紫帆里、鈴木まりや、近野莉菜、增田有華、宮崎美穗、渡邊麻友、渡邊美優紀

#### 曲目
1. overture
2. 初日
3. 暱稱Fantasy
4. 愛的跳躍
5. Maybe是藉口
6. 天使的尾巴（石田、渡辺麻、渡邊美）
7. 如能被你緊擁（宮崎、鈴木ま、小林）
8. 海市蜃樓（柏木、河西）
9. 不要叫我偶像（佐藤す、小森、佐藤亜、近野）
10. Confession（北原、増田、佐藤夏、鈴木紫）
11. 制服真礙事
12. 生命使用法
13. 愛的脫衣舞者
14. 戀愛馬戲團
15. 飛翔入手
16. 風正在吹
17. Beginner
18. 馬尾與髮圈
19. 大聲鑽石
20. 妳正在看著夕陽嗎？
21. 我們的紙飛機

安可曲
1. 滴溜溜的轉
2. 誠實的人
3. 推Team B
4. 無限重播
5. GIVE ME FIVE!

### TeamK
2012年7月22日在沖繩县「豊崎美らSUNビーチ特設ステージ」举行。

#### 出演者
成员所属为演唱会当时状况
- AKB48 TeamK

秋元才加、板野友美、内田真由美、梅田彩佳、大島優子、菊地あやか、田名部生来、中塚智實、野中美鄉、藤江れいな、松井珠理奈、松井咲子、峯岸みなみ、宮澤佐江、横山由依、大森美優（研究生）

#### 曲目
1. overture
2. 向日葵
3. 我能做的事
4. 腦內天堂
5. 最終鐘聲鳴響
6. 來一塊糖果  - 藤江・板野・野中
7. 暴風雨之夜 - 内田・松井（珠）・峯岸・宮澤
8. MARIA - 田名部・横山・大森
9. 初次的果糖 - 秋元・梅田・松井（咲）
10. 口對口的巧克力 - 大島・菊地・中塚
11. 馬尾與髮圈（イントロ松井咲ピアノ、メンバー水鉄炮）
12. Maybe是藉口
13. Everyday、髮箍
14. 大聲鑽石
15. 妳正在看著夕陽嗎？（リアル夕阳を见ながら）
16. 仲夏的Sounds good！
17. 飛翔入手
18. RIVER
19. 化作滚石吧（火の特殊効果）
20. 樱花的花瓣們

安可曲
1. 無限重播（なん！くる！ない！さぁ！　花火あり）
2. 機會的順序
3. バッチコイK！
4. 為了誰 -What can I do for someone?
5. 我点燃的烟花（浴衣＆AKB内轮で登场、花火が上がりまくる）

### TeamK
2012年9月15日在福井县「福井フェニックス・プラザ」举行。

#### 出演者
成员所属为演唱会当时状况
- AKB48 TeamK

秋元才加、板野友美、内田真由美、梅田彩佳、大島優子、菊地あやか、田名部生来、中塚智實、野中美鄉、藤江れいな、松井珠理奈、松井咲子、峯岸みなみ、宮澤佐江、横山由依、大森美優（研究生）
- 松井珠理奈因腳傷關係只出演一部份

#### 曲目
1. overture
2. 向日葵
3. 我能做的事
4. 腦內天堂
5. 最終鐘聲鳴響
6. 來一塊糖果  - 藤江・板野・野中
7. 暴風雨之夜 - 内田・仁藤・峯岸・宮澤
8. MARIA - 田名部・横山・松井（珠）
9. 初次的果糖 - 秋元・梅田・松井（咲）
10. 口對口的巧克力 - 大島・菊地・中塚
11. 零和太陽
12. 離家出走的夜晚
13. RIVER
14. 馬尾與髮圈
15. Maybe是藉口
16. Everyday、髮箍
17. 大聲鑽石
18. 飛翔入手
19. 第一只兔子
20. 草原的奇迹
21. 化作滚石吧

安可曲
1. 無限重播
2. 機會的順序
3. バッチコイK！
4. 格子花紋
5. To be continued.

### TeamA
2013年3月25日在香川縣「アルファあなぶきホール」举行。

#### 出演者
成员所属为演唱会当时状况
- AKB48 TeamA

入山杏奈、岩田華怜、大島涼花、河西智美、川栄李奈、菊地あやか、佐藤すみれ、高橋朱里、高橋みなみ、田野優花、中塚智実、仁藤萌乃、松井咲子、森川彩香、横山由依、渡辺麻友
休演：篠田麻里子（体調不良、蕁麻疹）

#### 曲目
1. overture
2. AKB参上
3. 重力共鳴
4. Maybe是藉口
5. 大聲鑽石
6. 裙襬飄飄
7. 純愛的漸強音
8. 黑色天使
9. 天使的尾巴
10. 雨珠鋼琴師
11. 玻璃般的我愛你
12. Ruby
13. GIVE ME FIVE!
14. バッチコイA!
15. UZA
16. RIVER
17. 馬尾與髮圈
18. 正在恋爱中
19. Only today
20. 掌心語

安可曲
1. 飛翔入手
2. 第一隻兔子
3. 機尾雲
4. 無限重播

### TeamB
2013年3月26日在山口縣「周南市文化会館」举行。

#### 出演者
成员所属为演唱会当时状况
- AKB48 TeamB

石田安奈、石田晴香、市川美織、岩佐美咲、梅田彩佳、大場美奈、柏木由紀、片山陽加、加藤玲奈、島崎遥香、竹内美宥、中村麻里子、野中美郷、藤江れいな、山内鈴蘭、渡邊美優紀

#### 曲目
1. overture
2. 初日
3. 因為喜歡你
4. Virgin love
5. 不是正義使者的英雄
6. 你的B面曲（市川美織、島崎遥香、竹内美宥）
7. 如能被你緊擁（藤江れいな、加藤玲奈、野中美郷）
8. 不只是回憶（梅田彩佳、山内鈴蘭、片山陽加）
9. 對不起 我的寶石（岩佐美咲、渡邊美優紀、中村麻里子、石田晴香）
10. 沉入眼淚中的太陽（大場美奈、柏木由紀、石田安奈）
11. 飛翔入手
12. 怎麼會在那裡踩到狗屎？
13. 海岸邊最可愛的女孩！
14. 暱稱Fantasy
15. 混合曲（永遠的壓力～Maybe是藉口～格子花紋～大聲鑽石）
16. 妳正在看著夕陽嗎？

安可曲
1. UZA
2. RIVER
3. 推Team B
4. 掌心語
5. So long!
6. 蒲公英的決心

### TeamB
2013年4月1日在青森縣「リンクステーションホール青森」举行。

#### 出演者
成员所属为演唱会当时状况
- AKB48 TeamB

石田安奈、石田晴香、市川美織、岩佐美咲、梅田彩佳、大場美奈、大家志津香、柏木由紀、片山陽加、加藤玲奈、小嶋陽菜、島崎遥香、竹内美宥、野中美郷、藤江れいな、山内鈴蘭

#### 曲目
1. overture
2. 初日
3. 因為喜歡你
4. Virgin love
5. 不是正義使者的英雄
6. 你的B面曲（市川美織、島崎遥香、竹内美宥）
7. 如能被你緊擁（藤江れいな、小嶋陽菜、加藤玲奈）
8. 不只是回憶（梅田彩佳、山內鈴蘭、片山陽加）
9. 對不起 我的寶石（岩佐美咲、大場美奈、大家志津香、石田晴香）
10. 沉入眼淚中的太陽（野中美鄉、柏木由紀、石田安奈）
11. 飛翔入手
12. 怎麼會在那裡踩到狗屎？
13. 海岸邊最可愛的女孩！
14. 暱稱Fantasy
15. 混合曲（永遠的壓力～Maybe是藉口～格子花紋～大聲鑽石）
16. 妳正在看著夕陽嗎？

安可曲
1. UZA
2. RIVER
3. 推Team B
4. 掌心語
5. So long!
6. 蒲公英的決心

### TeamK
2013年4月3日在秋田縣「秋田縣民会館」举行。

#### 出演者
成员所属为演唱会当时状况
- AKB48 TeamK

秋元才加、阿部マリア、板野友美、内田真由美、大島優子、北原里英、倉持明日香、小林香菜、佐藤亞美菜、島田晴香、鈴木紫帆里、近野莉菜、永尾まりや、中田ちさと、藤田奈那、前田亞美、松井珠理奈、松原夏海、宮崎美穗、武藤十夢
- AKB48 TeamB

野中美郷

#### 曲目
1. overture
2. 唔吼大遊行
3. 破壞&重建
4. 夕陽瑪麗
5. 草原的奇蹟
6. 嘆息的人偶（北原、永尾、中田、松井）
7. 純情主義(松原、宮崎、島田)
8. 而且不叫酪梨啦…(大島、武藤)
9. Confession(前田、阿部、藤田、鈴木)
10. 星之温度(板野)
11. 睡衣兜風(小林、佐藤、内田)
12. 哭泣的場所(秋元、倉持、近野)
13. 劇場的女神
14. 暹羅貓
15. 小池
16. 跑吧！企鵝
17. 想見你
18. 格子花紋
19. UZA
20. RIVER

安可曲
1. 向日葵（野中）
2. 無限重播
3. 第一隻兔子
4. 掌心語
5. GIVE ME FIVE！
6. To be continued.